# 維捷斯拉夫·維斯利
維捷斯拉夫·維斯利（捷克語：Vítězslav Veselý，1983年2月27日—），捷克田徑運動員，他代表捷克隊參加了日本舉行的2020年夏季奧林匹克運動會，並且在男子標槍比賽上獲得銅牌。